# New-York-City-Marathon 2010
Der New-York-City-Marathon 2010 war die 41. Ausgabe der jährlich stattfindenden Laufveranstaltung in New York City, Vereinigte Staaten. Der Marathon fand am 7. November 2010 statt und war der erste World Marathon Majors des Jahres.
Bei den Männern gewann Gebregziabher Gebremariam in 2:08:14 h und bei den Frauen Edna Ngeringwony Kiplagat in 2:28:20 h.

## Ergebnisse

### Männer
| Platz | Athlet                     | Land               | Zeit (h) |
| ----- | -------------------------- | ------------------ | -------- |
| 01    | Gebregziabher Gebremariam  | Äthiopien          | 2:08:14  |
| 02    | Emmanuel Kipchirchir Mutai | Kenia              | 2:09:18  |
| 03    | Moses Kipkosgei Kigen      | Kenia              | 2:10:39  |
| 04    | Abderrahim Goumri          | Marokko            | 2:10:51  |
| 05    | James Kipsang Kwambai      | Kenia              | 2:11:31  |
| 06    | Meb Keflezighi             | Vereinigte Staaten | 2:11:38  |
| 07    | Marílson dos Santos        | Brasilien          | 2:11:51  |
| 08    | Dathan Ritzenhein          | Vereinigte Staaten | 2:12:33  |
| 09    | Abel Kirui                 | Kenia              | 2:13:01  |
| 10    | Abderrahime Bouramdane     | Marokko            | 2:14:07  |

### Frauen
| Platz | Athletin                  | Land               | Zeit (h) |
| ----- | ------------------------- | ------------------ | -------- |
| 01    | Edna Ngeringwony Kiplagat | Kenia              | 2:28:20  |
| 02    | Shalane Flanagan          | Vereinigte Staaten | 2:28:40  |
| 03    | Mary Jepkosgei Keitany    | Kenia              | 2:29:01  |
| 04    | Kimberley Smith           | Neuseeland         | 2:29:28  |
| 05    | Christelle Daunay         | Frankreich         | 2:29:29  |
| 06    | Ljudmila Petrowa          | Russland           | 2:29:41  |
| 07    | Caroline Rotich           | Kenia              | 2:29:46  |
| 08    | Madaí Pérez               | Mexiko             | 2:29:53  |
| 09    | Bizunesh Deba             | Äthiopien          | 2:29:55  |
| 10    | Katie McGregor            | Vereinigte Staaten | 2:31:01  |
| DSQ   | Inga Abitowa              | Russland           | 2:29:17  |